# Players Tour Championship 2011/12
Die Players Tour Championship 2011/12 war eine Serie von Snookerturnieren, die in der Snooker-Saison 2011/12 zum zweiten Mal ausgetragen wurde. Im Vergleich zu den anderen Weltranglistenturnieren der Snooker Main Tour gab es weniger Punkte für die Snookerweltrangliste zu holen. Allerdings qualifizierten sich die acht erfolgreichsten Teilnehmer, die sich nicht schon über die Snookerweltrangliste für die folgende Saison qualifiziert hatten, direkt für die Snooker-Saison 2012/13.
Es handelte sich um eine Pro-Am-Turnierserie, bei der Main-Tour-Profis und Amateure mitspielten.
Im Vorjahr wurde noch zwischen EPTC- und PTC-Turnieren unterschieden, je nachdem, ob sie zu den sechs europäischen oder den sechs UK-Turnieren zählten. Die Bezeichnung entfiel, die Unterscheidung aber blieb erhalten, um die Turniere auf dem Kontinent zu fördern. Teilnahmeberechtigt für das PTC-Finale war weiterhin nur, wer an mindestens drei Turnieren der jeweiligen Zuordnung teilgenommen hatte. Anders als im Vorjahr zählte Gloucester diesmal nicht zu den europäischen Standorten. Trotzdem gab es auch diesmal wieder nur fünf Turniere außerhalb von England, da kein weiterer Veranstaltungsort gefunden werden konnte und das elfte Turnier in die Snooker Academy nach Sheffield verlegt werden musste. Wegen Problemen mit dem Veranstaltungsort wurden zudem die ersten Runden des zwölften Events ebenfalls dorthin ausgelagert.

## Turnierübersicht
| #      | Datum                                                           | Turnier                                              | Austragungsort              | Sieger            | Finalist          | Ergebnis |
| 1      | 18. Juni bis 22. Juni 2011                                      | PTC Event 1                                          | Sheffield                   | Ronnie O’Sullivan | Joe Perry         | 4:0      |
| 2      | 6. August bis 10. August 2011                                   | PTC Event 2                                          | Gloucester                  | Judd Trump        | Ding Junhui       | 4:0      |
| 3      | 17. August bis 21. August 2011                                  | PTC Event 3                                          | Sheffield                   | Ben Woollaston    | Graeme Dott       | 4:2      |
| 4      | 25. August bis 28. August 2011                                  | PTC Event 4 – Paul Hunter Classic 2011               | FürthE                      | Mark Selby        | Mark Davis        | 4:0      |
| 5      | 21. September bis 25. September 2011                            | PTC Event 5                                          | Sheffield                   | Andrew Higginson  | John Higgins      | 4:1      |
| 6      | 29. September bis 2. Oktober 2011                               | PTC Event 6 – Warsaw Classic 2011                    | WarschauE                   | Neil Robertson    | Ricky Walden      | 4:1      |
| 7      | 5. Oktober bis 9. Oktober 2011                                  | PTC Event 7 – Kay Suzanne Memorial Trophy 2011       | Gloucester                  | Ronnie O’Sullivan | Matthew Stevens   | 4:2      |
| 8      | 20. Oktober bis 23. Oktober 2011                                | PTC Event 8 – Alex Higgins International Trophy 2011 | KillarneyE                  | Neil Robertson    | Judd Trump        | 4:1      |
| 9      | 10. November bis 13. November 2011                              | PTC Event 9 – Antwerp Open 2011                      | AntwerpenE                  | Judd Trump        | Ronnie O’Sullivan | 4:3      |
| 10     | 27. November bis 30. November 2011                              | PTC Event 10                                         | Sheffield                   | Michael Holt      | Dominic Dale      | 4:2      |
| 11     | 17. Dezember bis 19. Dezember 2011                              | PTC Event 11                                         | SheffieldE                  | Tom Ford          | Martin Gould      | 4:3      |
| 12     | 15. Dezember bis 16. Dezember 2011 6. Januar bis 8. Januar 2012 | PTC Event 12 – FFB Snooker Open 2012                 | Sheffield FürstenfeldbruckE | Stephen Maguire   | Joe Perry         | 4:2      |
| Finale | 14. März bis 18. März 2012                                      | Grand Finals                                         | Galway                      | Stephen Lee       | Neil Robertson    | 4:0      |

E Diese Turniere wurden als europäische Turniere gewertet, die anderen Turniere als UK-Turniere

## Preisgeld und Ranglistenpunkte
Das Preisgeld für die PTC-Turniere auf dem europäischen Festland wurde in Euro ausgezahlt. Das Preisgeld für die PTC-Turniere in Großbritannien und für das Finale wurde in Pfund Sterling ausgezahlt.
|                         | Preisgeld              | Ranglistenpunkte1 |
| ----------------------- | ---------------------- | ----------------- |
| Gewinner                | 10.000 £/€ (70.000 £)  | 2.000 (3.000)     |
| Finalist                | 5.000 £/€ (35.000 £)   | 1.600 (2.400)     |
| Halbfinalist            | 2.500 £/€ (20.000 £)   | 1.280 (1.920)     |
| Viertelfinalist         | 1.500 £/€ (10.000 £)   | 1.000 (1.500)     |
| Achtelfinale            | 1.000 £/€ (5.000 £)    | 760 (1.140)       |
| Letzten 32 (Letzten 24) | 600 £/€ (2.750 £)      | 560 (840)         |
| Letzten 64              | 200 £/€                | 360               |
| Höchstes Break          | ? £/€ (3.000 £)        |                   |
| Maximum-Break           | 500 £/€2 (35.000 £)    |                   |
| Summe                   | 50.000 £/€ (250.000 £) |                   |

Die Werte in Klammern galten für das Finale.
- 1Nur Profispieler erhielten Ranglistenpunkte.
- 2Wurde in einem PTC-Event kein Maximum-Break erzielt kumulierten die 500 £/€ zu 1.000, 1.500, 2.000 £/€ usw.

## Preisgeldrangliste
(nach 12 von 12 Turnieren)
| Platza   | Spieler           | Preisgeld insg. | Teilnahmen | Teilnahmen | Teilnahmen |
| Platza   | Spieler           | Preisgeld insg. | UKb        | Europab    | Gesamt     |
| -------- | ----------------- | --------------- | ---------- | ---------- | ---------- |
| 1. (1)   | Judd Trump        | 30.400          | 6          | 5          | 11         |
| 2. (2)   | Ronnie O’Sullivan | 29.600          | 6          | 3          | 9          |
| 3. (3)   | Neil Robertson    | 28.100          | 5          | 5          | 10         |
| 4. (6)   | Michael Holt      | 17.500          | 6          | 6          | 12         |
| 5. (4)   | Mark Selby        | 17.100          | 6          | 4          | 10         |
| 6. (5)   | Graeme Dott       | 16.700          | 6          | 5          | 11         |
| 7. (8)   | Andrew Higginson  | 16.700          | 6          | 6          | 12         |
| 8. (26)  | Stephen Maguire   | 16.200          | 6          | 5          | 11         |
| 9. (7)   | Ben Woollaston    | 15.500          | 6          | 6          | 12         |
| 10. (11) | Martin Gould      | 14.600          | 6          | 6          | 12         |
| 11. (15) | Joe Perry         | 14.300          | 6          | 6          | 12         |
| 12. (9)  | Tom Ford          | 14.000          | 6          | 6          | 12         |
| 13. (10) | John Higgins      | 13.100          | 6          | 5          | 11         |
| 14. (12) | Stephen Lee       | 11.800          | 6          | 6          | 12         |
| 15. (13) | Ricky Walden      | 11.600          | 6          | 6          | 12         |
| 16. (14) | Mark Davis        | 10.500          | 6          | 6          | 12         |
| 17. (16) | Matthew Stevens   | 9.600           | 6          | 6          | 12         |
| 18. (17) | Xiao Guodong      | 9.100           | 6          | 6          | 12         |
| 19. (18) | Fergal O’Brien    | 8.000           | 6          | 6          | 12         |
| 20. (19) | Dominic Dale      | 7.600           | 6          | 6          | 12         |
| 21. (20) | Barry Hawkins     | 7.600           | 6          | 6          | 12         |
| 22. (22) | Ding Junhui       | 7.600           | 4          | 3          | 7          |
| 23. (21) | Jamie Jones       | 7.300           | 6          | 6          | 12         |
| 24. (24) | Jack Lisowski     | 7.100           | 6          | 6          | 12         |

- aDie Zahl in der Klammer zeigt den vorherigen Platz an.
- bDie Teilnahme an mindestens drei UK- und drei Europa-Turnieren war Voraussetzung für die Teilnahme am PTC-Finale.

## Qualifikation für die Main Tour
Folgende Spieler qualifizierten sich für die Main Tour der Snooker-Saison 2012/13:
| Platz | Spieler              | Preisgeld | Order of Merit |
| ----- | -------------------- | --------- | -------------- |
| 1     | Li Yan               | 4.400     | 44             |
| 2     | Passakorn Suwannawat | 3.700     | 54             |
| 3     | Simon Bedford        | 3.400     | 56             |
| 4     | Dechawat Poomjaeng   | 3.400     | 58             |
| 5     | Craig Steadman       | 3.400     | 59             |
| 6     | Kurt Maflin          | 3.200     | 61             |
| 7     | David Grace          | 3.000     | 63             |
| 8     | Liam Highfield       | 3.000     | 65             |